# Tupolev Tu-244
Tupolev Tu-244 byl projekt ruského nadzvukového dopravního letounu pro dálkovou přepravu osob, který vychází z konstrukce letounu Tu-144 modelu LL. Výroba Tu-244 však nikdy nezačala. Projekt začal v roku 1979 a byl ukončen v roce 1993, kdy byla už větší část projektu hotová.[zdroj?]

## Předpokládané technické údaje
- Počet pasažérů: 250–320 osob
- Rozpětí: 54,77 m
- Délka: 88,7 m
- Výška: 16,9 m
- Nosná plocha: 1200 m²
- Hmotnost prázdného stroje: 172 tun
- Vzletová hmotnost: 350 tun
- Rychlost: 2175 km/h
- Dolet: 9200 km
- Dostup: 19000 m